# Gelis turbator
Gelis turbator är en stekelart som beskrevs av Schwarz 2002. Gelis turbator ingår i släktet Gelis och familjen brokparasitsteklar. Inga underarter finns listade i Catalogue of Life.